# Jarmila Zadražilová
Jarmila Zadražilová (11. ledna 1924 – ???) byla česká a československá politička Komunistické strany Československa a poslankyně Sněmovny lidu Federálního shromáždění za normalizace.

## Biografie
K roku 1971 a 1976 se profesně uvádí jako dělnice.
Ve volbách roku 1971 zasedla do Sněmovny lidu (volební obvod č. 100 – Jihlava, Jihomoravský kraj). Mandát obhájila ve volbách roku 1976 (obvod Jihlava). Ve FS setrvala do konce funkčního období, tedy do voleb roku 1981.